# نهر كوس
نهر كوس هو نهر في خليج كوس يمتد على ساحل المحيط الهادئ جنوب غرب ولاية أوريغون في الولايات المتحدة. تشكَّل من التقاء روافدها الرئيسية نهر ساوث فورك كوس ونهر ميليكوما وهي تستنزف منطقة مهمة لإنتاج الأخشاب في سلسلة ساحل ولاية أوريغون الجنوبية. يتجه مسار النهر الرئيسي والروافد الرئيسية بشكل عام باتجاه الغرب من الغابات الساحلية إلى الطرف الشرقي لخليج كوس بالقرب من مدينة كوس باي.
النهر هو أكبر رافد لخليج كوس والذي تبلغ مساحته نحو 10,000 أكر (4,000 ها) هو أكبر مصب يقع بالكامل داخل ولاية أوريغون. يدخل النهر الخليج بحوالي 15 ميل (24 كـم) من حيث يلتقي الخليج — الذي ينحني شرقًا وشمالًا وغربًا لمدينتي كوس باي ونورث بيند بارفيو و Charleston — بالمحيط. يدخل نحو 30 روافد أخرى الخليج مباشرة.
معظم مستجمعات المياه في نهر كوس 730 ميل مربع (1,900 كـم2) في مقاطعة كوس ولكن 147 ميل مربع (380 كـم2) في مقاطعة دوغلاس الشرقية. تغطي الغابات التجارية حوالي 85 في المئة من الحوض. يحتوي النهر على مجموعات من سمك السلمون.